# Посёлок имени Шмидта
имени Шмидта — посёлок в Александровском районе Владимирской области России. Входит в состав Следневского сельского поселения.

## География
Посёлок расположен в км на от центра поселения деревни Следнево, в км на Александрова.

## История
Посёлок входил в состав Арсаковского сельсовета Александровского района. С 2005 года посёлок входит в состав Следневского сельского поселения.

## Население
| 2002 | 2010 | 2021 |
| ---- | ---- | ---- |
| 0    | →0   | →0   |